# Parafia Narodzenia Najświętszej Maryi Panny w Racięcicach
Parafia Narodzenia Najświętszej Maryi Panny w Racięcicach – parafia rzymskokatolicka, znajdująca się w diecezji włocławskiej, w dekanacie sompoleńskim. 